# Bijapur (thị trấn)
Bijapur là một thị trấn thuộc huyện Bijapur, bang Chhattisgarh, Ấn Độ.